# Station Villeneuve-la-Comtesse
Station is een spoorwegstation in de Franse gemeente Villeneuve-la-Comtesse.